# Shaolin Sándor Liu
Shaolin Liu dit Sándor Liu (né le 20 novembre 1995 à Budapest) est un patineur de vitesse sur piste courte hongrois et chinois. De père chinois et de mère hongroise, il commence à pratiquer le sport en 2006 et s'entraîne en Chine pendant un an. Il représente la Hongrie aux Jeux olympiques d'hiver de 2014 et à ceux de 2018 où il remporte la médaille d'or en battant le record olympique du relais 5 000 m, avec son frère Shaoang Liu et ses coéquipiers Viktor Knoch et Csaba Burján en 6 min 31 s 971. En 2023, son frère et lui intègrent l'équipe nationale chinoise.

## Biographie
Le frère cadet de Liu, Shaoang Liu, est aussi patineur de vitesse sur courte piste et dans l'équipe nationale. 
Liu et la patineuse écossaise Elise Christie sont en couple d'octobre 2015 à début 2018.
En 2023, son frère et lui intègrent l'équipe nationale chinoise.

## Carrière
Liu gagne plusieurs médailles en championnats du monde junior de patinage de vitesse sur courte piste, et se place troisième au classement général des championnats du monde de 2016.
Le 23 août 2017, aux sélections nationales de préparation aux Jeux olympiques de Pyeongchang, il est deuxième au classement général derrière son frère.
À la première manche de la Coupe du monde de patinage de vitesse sur piste courte 2017-2018, il remporte le 500 mètres devant Lim Hyo-jun et Hwang Dae-heon, et il arrive septième au 1500 mètres. Lors de la deuxième manche de la saison, il arrive deuxième du 1500 mètres derrière Hwang Dae-heon. À la troisième manche de la saison, il prend l'argent sur le 1000 mètres, derrière Wu Dajing qui joue à domicile et devant son propre frère,. Il est cinquième du 500 mètres, avec une victoire en finale B devant Dylan Hoogerwerf. Il arrive à nouveau deuxième du classement à la dernière manche de la saison, au 500 mètres cette fois, avec exactement le même podium qu'à sa dernière médaille d'argent,. Enfin, il remporte le 1000 mètres.
Aux Championnats du monde de patinage de vitesse sur piste courte 2021 à Dordrecht, il est médaillé d'or sur 1 000 mètres et médaillé d'argent toutes épreuves et en relais.
Aux épreuves de patinage de vitesse sur piste courte aux Jeux olympiques de 2022, il obtient le bronze au relais par équipes mixte, avec Zsófia Kónya, Petra Jászapáti et son frère Shaoang Liu.